# Роккі (вид спорту)
Роке або роккі (англ. roque) — спортивна гра, різновид крокету.

## Історія
Роке виник у кінці 19 століття у США, та набув популярності на початку 20 століття. Роке входив в програму Олімпійських ігор 1904 року. Олімпійським чемпіоном став Чарльз Джекобс. Згодом популярність роке почала знижуватись. У 2002 році Національна асоціація роке припинила усі змагання.

## Правила гри
Грають в нього на глиняному корті розміром 18 м × 9 м з низькими бортиками. На відміну від крокету, в роке корт меншого розміру, його відносно легко підтримувати в належному стані, і можна грати в приміщеннях. Бортики трохи скошені на кутах корту, що надає йому форму восьмикутника. За допомогою спеціальних дерев'яних молотків потрібно провести 2 кулі, діаметром 8,28 см, через 10 воріт, шириною 10,82 см. Молотки мають коротшу ручку (60 см), ніж крокетні. Один кінець молотка покритий гумою, інший - деревом, пластиком або алюмінієм. У 1899 році були стандартизовані правила роке (croquet без першої і останньої літери). У роке потрібні навички більярдної гри для використання бортів.